# Utbildning i Tyskland
Utbildning i Tyskland är ett parallellskolsystem där delstaterna har mycket att säga till om. Under 2000-talet har det tyska skolsystemet kritiserats i bland annat PISA-studien, och OECD anser i sin analys att andelen studenter som går vidare till högre studier är för låg delvis beroende på att urvalet sker för tidigt.

## Utbildningsformer

### Kindergarten
Kindergarten ("barnträdgård") är frivilligt, och finns för barn i åldrarna 3-6 år. Det är numera en blandning av daghem och förskola. De flesta barn går där endast halva dagen, och bara i undantagsfall finns möjligheter till barnomsorg hela dagen. Sedan 1999 har alla barn rätt till en plats på Kindergarten. 

### Grundskola
Grundskolan i Tyskland omfattar sedan 1920 de lägre årskurserna i den tyska folkskolan. Man börjar i grundskola det år man fyller 6 år. Grundskolan är bottenskola, och slutar det år man fyller 10 år. Sedan väljer man:

### Gymnasium
Väljer man gymnasium kan man gå där från det år man fyller 10 och fram till antingen till det år man fyller 18 eller 19, vilket innebär att skoltiden omfattar 12 eller 13 årskurser. Sedan kan man ta examen och fortsätta på universitet.

### Hauptschule
Hauptschule går man från det år man fyller 10 till det år man fyller 15 eller 16.

### Realskola
Realskola går man från det år man fyller 10 till det år man fyller 16.

### Samskola
Samskola går man från det år man fyller 10 till det år man fyller 16.

### Yrkesskola
Yrkesskola kan man välja efter Hauptschule/realskola/samskola.

## Historia
Martin Luther föreslog en gång i tiden allmän skola.

### Preussen 1814-1871
1810 införde Preussen krav på lärarbehörighet. Examen, Abitur, som införts i Preussen 1788, infördes 1812 obligatoriskt i alla sekundärskolor i Preussen, 1871 i hela Tyskland.

### Kejsardömet Tyskland (1871-1918)
Kejsardömet Tyskland grundades 1871 då man slog samman flera småstater i området. Skolsystemet blev mer centraliserat. Flera sekundärskolor bildades för att utbilda ungdomarna. Fyra olika typer av sekundärskola utvecklades:
9-årigt klassiskt gymnasium, inriktat på latin, grekiska och hebreiska samt ett "modernt" språk.
9-årigt realgymnasium, inriktat på latin, moderna språk, naturkunskap och matematik.
6-årig realskola, som inte gav behörighet till universitet, men gav träning i moderna arbeten.
9-årig Oberrealschule, inriktat på moderna språk, naturkunskap och matematik.
I början av 1900-talet hade dessa fyra skoltyper samma ranking och fördelar, men inte samma prestige. 1872 erkände Preussen den första separata sekundärskolan för flickor.

### Weimarrepubliken (1919-1933) och senare
Efter första världskriget blev grundskolan de fyra första årskurserna i folkskolan. De flesta fortsatte sedan i folkskolan i ytterligare fyra år, men många som hade råd började då istället i mellanskola i två år, och fortsatte sedan i en sekundärskola.
Då nazisterna styrde Tyskland 1933-1945 försökte de lära ut nazistiska ideologier i skolorna, men själva utbildningssystemet påverkades inte.
Efter andra världskriget såg de allierade (Frankrike, Sovjetunionen, Tyskland, USA) till att avskaffa nazismen i skolorna. Utbildningen blev olika i olika ockupationszoner. 1949 bildades Västtyskland och delstaterna fick stort ansvar för utbildningen.
Senare har delstaterna tagit gemensamma beslut i vissa frågor, som att alla skall gå i skolan på fulltid (fem-sex dagar i veckan) från 6 till 6 års ålder, och att man får byta skola om det inte fungerar. Betygen godkänns i alla delstater.

### Östtyskland
Det tidigare Östtyskland hade ett eget utbildningssystem, som på 1960-talet fick en standard. Alla barn började med 6 år i Polytechnische Oberschule (POS, ibland kallad Gesamtschule) som gick över 10 år. De främsta i klassen fick sedan välja mellan Erweiterte Oberschule (EOS) och yrkesutbildning med abitur. Alla andra påbörjade en vanlig yrkesutbildning.

## Skollov
Det första lovet på ett läsår är höstlov i oktober-november. I december-januari är det jullov, och i början av kalenderåret vinterlov. Höstlovet, jullovet och sportlovet är ofta två veckor. Påsklov finns också, liksom pingstlov.  Sommarlovet varar i ungefär sex veckor. Loven infaller inte samtidigt, som i många enhetsstater, utan varierar.

## Betyg
I grundskolan får de en allmän bedömning efter första klass ett och andra klass och betyg efter tredje klass. Där är betygsskalan från ett till sex, och ett är bäst, och fem och sex är icke godkänt. 1 motsvarar MVG, 2 VG, 3 G, 4 G, och 5-6 IG. I gymnasiet, från elfte klass, är betygsskalan från 0-15 poäng, och 15 poäng är där bäst.

## Tysklands universitet
Det största tyska universitetet efter antal studenter (i november 2022) är Internationella universitetet IU, där mer än 100 000 studenter studerar. Det är ett statligt erkänt privat universitet för tillämpad vetenskap, baserat i Erfurt med mer än 30 filialer i Tyskland. Det största universitetet är Fernuniversität Hagen, där cirka 67 000 studenter studerar. De största campusuniversiteten, där var och en har mer än 50 000 studenter, är Ludwig Maximilian-universitetet i München och Tekniska universitetet i München. Ett annat privat universitet för tillämpad vetenskap med olika filialer över hela Tyskland, FOM-universitetet för tillämpad vetenskap inom ekonomi och management, har också mer än 50 000 studenter. Ett privat universitet inkluderas i listan om det tilldelar sin egen doktorsexamen.
Många tyska universitet erbjuder program på engelska, vilket gör Tyskland till ett idealiskt mål för internationella studenter. Generellt tar offentliga tyska universitet inte ut någon studieavgift. På många universitet gäller detta också för internationella studenter, även om reglerna för medborgare utanför EU varierar beroende på region. Universitet kan ta ut en liten avgift för administrativa kostnader.
Enligt den federala statistiska myndigheten fanns det 422 högre utbildningsinstitutioner i Tyskland under vinterterminen 2021/22. Av dessa var 108 universitet, 6 pedagogiska högskolor, 16 teologiska högskolor, 52 konstskolor, 210 universitet för tillämpad vetenskap och 30 universitet för tillämpad vetenskap inom offentlig förvaltning. Av dessa institutioner var 115 privata.

## Övrigt
- Bara några få skolor tävlar i sport med andra skolor. Även om de gör det är det inte särskilt känt bland många elever.
- Elever som fyllt 18 år, i många skolor från elfte klass och högre, får lämna skolområdet på raster.
- Rökrutor ("Raucherecke") finns för elever över 16, som kan röka på rasten. De förbjöds i Berlin, Hessen och Hamburg då läsåret 2005/2006 började, och i Bayern från läsåret 2006/2007.
- Lektionerna är ofta 45 minuter långa, följda av 5, 10, 15 eller 20 minuter långa raster.
- Många skolor har "AG", "Arbeitsgruppen", som är klubbar för frivilliga eftermiddagsaktiviteter.
- Rökning är oftast förbjudet inuti skolhusen. Lärarna blir ofta tillsagda att inte röka i eller nära skolans område.
- Skoluniformer är ovanligt.
- Skolaga förbjöds i Östtyskland 1949 och i Västtyskland 1973.
- Skoldagen börjar vanligtvis klockan 07.55 på morgonen, och kan ibland sluta redan klockan 12.15 eller 13.05, i lägre klasser ibland före lunch. I högre klasser har man ibland håltimmar, och sedan eftermiddagslektioner.